# George Flynn (Posaunist)
George Flynn ist ein US-amerikanischer Studio- und Jazz-Musiker (Posaune, Bassposaune, Tuba).

## Leben und Wirken
Flynn begann seine Musikerkarriere, nachdem er vier Jahre bei der US-Marine gedient hatte, bei Buddy Rich. Er arbeitete seitdem im Raum New York in Broadway-Theatern und ab den 1970er Jahren als Studiomusiker, u. a. mit Philip Glass (Koyaanisqatsi 1982), Michael Jackson, Aretha Franklin, Natalie Cole, Liza Minnelli, Barbra Streisand, Chaka Khan, Sinéad O’Connor, Tony Bennett, Amy Winehouse, Anne Murray, Gladys Knight (Before Me) und für Filmsoundtracks wie The Wiz – Das zauberhafte Land (1978), Der König der Löwen (1994) und Alamo – Der Traum, das Schicksal, die Legende (2004). Er ist Mitglied im Westchester Jazz Orchestra (u. a. mit Marvin Stamm und Jim Rotondi) in der New York Big Band von John Fedchock und im Orchester von Maria Schneider, auf deren Alben Evanescence (1994), Allégresse (2000), Days of Wine and Roses (2000), Concert in the Garden (2008) und Data Lords (2020) er zu hören ist. Außerdem wirkte er 2011 bei Ryan Truesdells Gil-Evans-Projekt Centennial – Newly Discovered Works of Gil Evans mit.
Flynn, der im Bereich des Jazz bis 2019 bei über 60 Aufnahmesessions mitwirkte, ist nicht mit dem gleichnamigen Komponisten und Pianisten (geboren 1937) zu verwechseln.